# 42nd Street, Manhattan

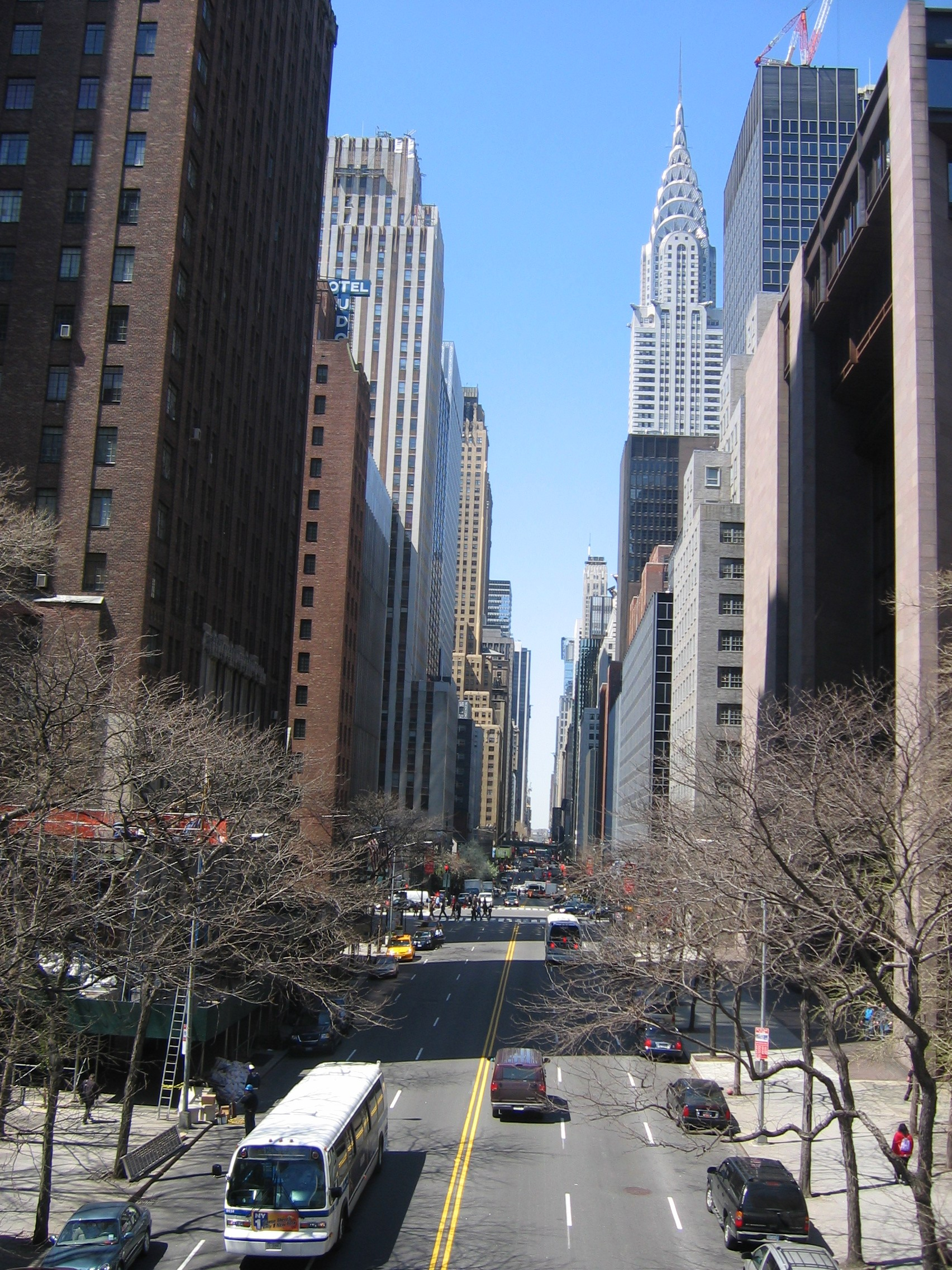
42nd Street, New York City. Chrysler Building syns som den vita höga byggnaden till höger.

42nd Street är en stor gata som går i väst-östlig riktning en bit söder om Central Park på Manhattan i New York. Gatan korsar Broadway mitt i New Yorks teaterdistrikt och byggnader som Chrysler Building, New York Public Library  och Grand Central Terminal.  Längst österut på 42nd Street ligger FN:s högkvarter.